# Cá tính hóa

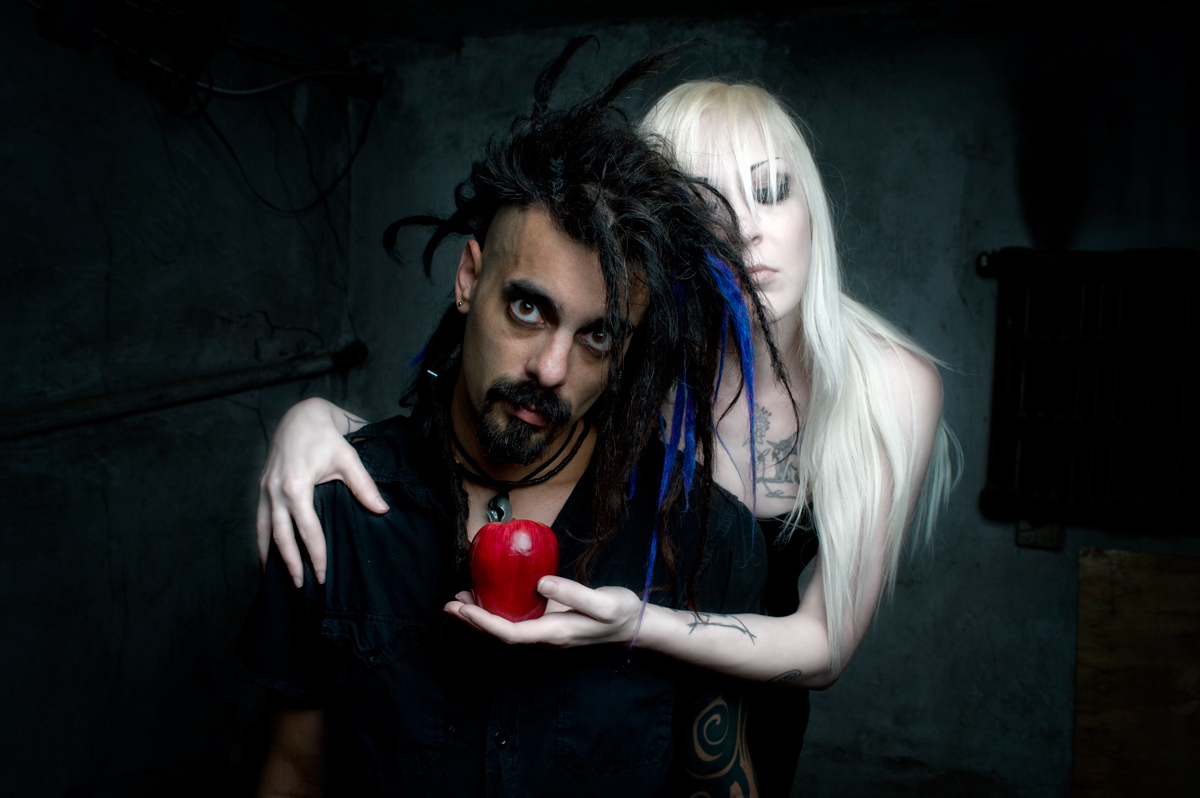
Diễn cảnh về cái Tôi nội tâm (Ego)

Cá tính hóa (Individuation) mô tả cách thức một vật được xác định là trở nên khác biệt so với những vật khác. Khái niệm này xuất hiện trong nhiều lĩnh vực và được tìm thấy trong các tác phẩm của Leibniz, Carl Jung, Gunther Anders, Gilbert Simondon, Bernard Stiegler, Friedrich Nietzsche, Arthur Schopenhauer, David Bohm, Henri Bergson, Gilles Deleuze và Manuel DeLanda. Về mặt triết học, "cá tính hóa" hay "cá thể hoá" diễn đạt ý tưởng chung về cách một vật được nhận diện như một vật thể riêng biệt "không phải là một vật thể khác". Điều này bao gồm cách một cá nhân được coi là khác biệt với các yếu tố khác trong thế giới và cách một cá nhân khác biệt với những người khác. Đến thế kỷ XVII, các nhà triết học bắt đầu liên hệ vấn đề cá thể hóa, hay điều gì tạo nên cá tính tại một thời điểm, với vấn đề bản sắc, hay điều gì tạo nên sự đồng nhất tại các thời điểm khác nhau. 

## Tâm lý học
Trong tâm lý học phân tích, cá thể hóa là quá trình mà bản thân cá nhân phát triển từ một tâm trí vô thức chưa phân hóa, được coi là một quá trình tâm lý tiến triển trong đó các yếu tố bẩm sinh của tính cách, các thành phần của tâm lý chưa trưởng thành và kinh nghiệm trong cuộc sống của một người trở nên, nếu quá trình này ít nhiều thành công, được tích hợp theo thời gian thành một tổng thể hoạt động tốt Các nhà lý thuyết phân tâm học khác mô tả nó như là giai đoạn mà một cá nhân vượt qua sự gắn bó với nhóm và sự tự luyến. Theo Carl Jung thì cá tính hoá (hay còn gọi là cá nhân hoá, bản thể hoá, thành toàn bản ngã) là một quá trình biến đổi tâm lý tự nhiên và suốt đời mà qua đó một cá nhân trở nên toàn vẹn, độc đáo và nhận thức sâu sắc về bản thân mình, qua đó các khía cạnh ý thức và vô thức của một người được tích hợp theo thời gian, thông qua đó một cá nhân trở nên toàn diện, độc đáo và hòa hợp với bản chất sâu sắc nhất của mình. Quá trình này bao gồm việc tích hợp các khía cạnh vô thức (bao gồm cả "cái bóng" và các nguyên mẫu Anima và animus) vào ý thức, dẫn đến sự cân bằng và tự nhận thức cao hơn. Carl Jung coi cá tính hóa là mục tiêu trung tâm của sự phát triển con người. 
Nó không phải là một trạng thái cuối cùng mà là một hành trình liên tục của sự khám phá, học hỏi và tích hợp. Mục tiêu không phải là trở nên hoàn hảo mà là trở nên toàn vẹn. Mục tiêu của cá tính hóa không phải là trở thành một cá nhân ích kỷ hay biệt lập, mà là đạt được sự cân bằng và hài hòa giữa các khía cạnh khác nhau của tâm hồn, bao gồm cả ý thức và vô thức, cá nhân và tập thể để trở thành một con người trọn vẹn và đích thực. Đây là một quá trình tâm lý của việc tích hợp các đối lập, bao gồm cả ý thức và vô thức, đồng thời duy trì tính tự chủ tương đối của chúng. Cá tính hóa là sự hiện thực hóa Bản thể (Self), không phải là sự phát triển của cái tôi (Ego). Đây không chỉ là một quá trình tâm lý mà còn là một hành trình phát triển suốt đời hướng tới sự toàn vẹn, độc đáo và nhận thức sâu sắc về bản thân. Nó đòi hỏi sự dũng cảm, tự suy ngẫm và sẵn lòng đối diện với những điều không thoải mái trong tâm hồn để phát triển và trưởng thành. Quá trình cá tính hóa bao gồm việc đối diện và tích hợp các yếu tố từ vô thức vào ý thức gồm:
- Đối diện với Mặt tối nội tâm hay cái bóng của chính mình (Shadow): Nhận diện và chấp nhận những khía cạnh bị chối bỏ, những đặc điểm tiêu cực, u tối, hắc ám, thường là những mặt tối, yếu kém, hạn chế, hoặc những tiềm năng chưa được khai thác của bản thân mà ý thức thường có xu hướng kìm nén hoặc phủ nhận, chối bỏ. Việc đối diện với Bóng giúp giải phóng năng lượng tâm lý bị kìm nén và mở rộng sự tự nhận thức. Tích hợp "cái bóng" là một bước quan trọng để trở nên toàn vẹn.
- Tích hợp nguyên mẫu Anima và animus (nguyên mẫu Nam tính và nguyên mẫu Nữ tính): Đối với nam giới là tích hợp khía cạnh nữ tính (Anima) trong vô thức của mình, và đối với nữ giới là tích hợp khía cạnh nam tính (Animus). Việc này giúp đạt được sự cân bằng giữa các phẩm chất đối lập giới tính bên trong, dẫn đến một nhân cách đa chiều và linh hoạt, phong phú hơn.
- Nhận thức về Mặt nạ xã hội (Persona): Hiểu rõ vai trò và giới hạn của cái mặt nạ mà chúng ta thể hiện ra bên ngoài để thích nghi với thế giới bên ngoài. Cá tính hóa giúp một người không bị đồng hóa hoàn toàn với cái Mặt nạ của mình, mà có thể linh hoạt sử dụng nó mà vẫn giữ được bản chất thật bên trong con người mình. Quá trình cá tính hoá đòi hỏi người ta phải nhận ra rằng mình không phải là chiếc mặt nạ đó
- Hiện thực hóa Bản thể (Self): Đây là mục tiêu cuối cùng của quá trình cá tính hóa. Bản thể (Tự thể hay Chân ngã) là nguyên mẫu trung tâm, đại diện cho sự thống nhất, toàn vẹn và tiềm năng phát triển tối đa của toàn bộ tâm hồn. Khi một người trải qua quá trình cá tính hóa, họ dần dần hòa hợp với Bản thể của mình, đạt được sự cân bằng nội tại và một ý nghĩa sâu sắc hơn về cuộc sống và một cảm giác trọn vẹn. Về bản chất, cá tính hoá là hành trình khám phá và trở thành con người thật sự của bản thân mình, vượt ra ngoài những quy định của xã hội và những giới hạn của cái tôi (Ego) ý thức.